# John Frederic Daniell
John Frederic Daniell (Londra, 12 marzo 1790 – Londra, 13 marzo 1845) è stato un chimico e meteorologo inglese.

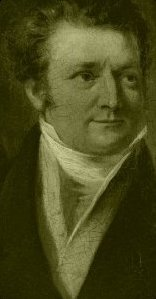
John Frederic Daniell

Il cratere lunare Daniell fu così nominato in suo onore.

## Biografia
Nato a Londra, nel 1831 divenne ordinario di chimica dell'appena fondato King's College London. Il suo nome è legato all'invenzione della pila Daniell (1836), una batteria in grado di generare corrente sfruttando la reazione redox tra zinco e rame ampiamente utilizzata in Gran Bretagna e Stati Uniti per sviluppare nuovi e più potenti telegrafi ed apparecchi Morse. Inventò anche l'igrometro a punto di rugiada (1820), anch'esso noto col suo nome, e un pirometro registratore (1830). Nello stesso anno costruì un barometro ad acqua presso la Royal Society, con il quale effettuò un gran numero di osservazioni. Un processo che permette di ottenere gas illuminante dalla resina di trementina, da lui ideato, fu sfruttato a New York per molto tempo. Fu il primo ad intuire, tramite esperienze pratiche, che la conduttività ionica era dovuta ai sali dei metalli piuttosto che dai loro ossidi.
Le sue pubblicazioni annoverano sia tematiche meteorologiche, come in Meteorological Essays (1823) e Essay on Artificial Climate considered in its Applications to Horticulture (1824), che tematiche chimiche come in Introduction to the Study of Chemical Philosophy (1839). Morì improvvisamente a Londra per causa di un colpo apoplettico, mentre presenziava ad un incontro della Royal Society della quale divenne un segretario.